# Euphrasia coerulea
Euphrasia coerulea là loài thực vật có hoa thuộc họ Cỏ chổi. Loài này được Tausch mô tả khoa học đầu tiên năm 1834.